# Strandbad Wannsee
Strandbad Wannsee ligger i Berlin och är ett av Europas största insjöutomhusbad. Det ligger vid östra stranden av Grosser Wannsee, en sjö i floden Havel i västra utkanten av Berlin, strax söder om ön Schwanenwerder.
Strandbadet tillhör stadsdelen Nikolassee i stadsdelsområdet Steglitz-Zehlendorf och drivs som kommunalt utomhusbad av Berliner Bäder-Betriebe. Det öppnade 1907 som en familjebadplats och har en 1275 meter lång sandstrand. Badet har en total yta på 35,3 hektar, varav 13 hektar vattenyta, och har normal kapacitet för upp till 12 000 badgäster samt upp till 30 000 gäster vid besökstoppar. 
Badplatsen öppnades för besökare 1907, då bad tilläts av de lokala myndigheterna, och under de följande decennierna utvecklades badet snabbt till att bli ett populärt sommarutflyktsmål, särskilt för de Berlinbor som inte hade råd att semestra vid Östersjökustens badorter. Badet hade sin storhetstid omkring 1930, då man efter uppförandet av den nuvarande modernistiska huvudbyggnaden av Richard Ermisch räknade in 1,3 miljoner besökare under första året. Sedan massturismens ökande betydelse under efterkrigstiden har badets besöksantal minskat och ligger sedan 1960-talet omkring 200 000 besökare årligen. 